# Tillit Glada Nyheter
Tillit Glada Nyheter (marknadsförd som TilliT Glada Nyheter, alternativt TilliT) är en svensk tidning grundad 2006. Den vill skilja ut sig från andra nyhetstidningar genom att endast publicera "glada nyheter". Tidningen har fram till 2015 kommit ut i minst 15 nummer med en sammanlagd upplaga på 700 000 exemplar.

## Historik
Tillit Glada Nyheter ägs av grundaren och ansvarige utgivaren Mikael Engström, som fram till att "IT-bubblan" sprack arbetade som informationschef på ett IT-företag. Vid starten i april 2006 hade man ambitionen att bli Sveriges största tidning, och minst ett av numren under det första utgivningsåret uppgavs ha tryckts i 60 000 exemplar. Engström hade då planer på att även trycka tidningen på engelska och arabiska.
2009 startades dock en Hallandsredaktion i Varberg, med målsättningen att göra Varberg till den första stad i världen där goda nyheter tar över från "all negativ rapportering". Engström anser att tidningen spelar en roll för att väga upp de traditionella mediernas enligt honom obalanserade rapportering.
Utgivningen av tidningen är oregelbunden, men planen har varit en utgåva i månaden. Fram till oktober 2009 hade man tryckt elva nummer, och fram till 2014 kom totalt 13 nummer (i en sammanlagd upplaga på 700 000 exemplar). Vad gäller information om utgivningen noteras i nummer 1/2015 utgivningsfrekvensen som kvartalsvis. Tidningen sprids bland annat genom gratisexemplar, samtidigt som man kan köpa den för ett lösnummerpris.
Tidningen publiceras i tabloidformat, men åtminstone ett nummer har även planerats för publicering i magasinsformat. 2014 omnämndes även en TV-version av projektet.

## Innehåll och mottagande
Tillit Glada Nyheter väljer gärna solskenshistorier till sina artiklar. Och när internationella oroshärdar av typen Darfur beskrivs, kan det göras under rubriker som "Darfur är färg och glädje".
Tidningens ägare Mikael Engström har sagts vara inspirerad av indisk New Age-kultur, och han har ett flertal gånger deltagit i kurser i Indien. Skriverierna i tidningen har dock kritiserats för att sprida ovetenskapliga teorier som om de vore sanning.